# (4220) Flood
(4220) Flood (1988 DN) – planetoida z pasa głównego asteroid okrążająca Słońce w ciągu 4,69 lat w średniej odległości 2,8 j.a. Odkryta 22 lutego 1988 roku.